# Callistosporium
Callistosporium là một chi nấm thuộc họ Tricholomataceae. Chi này phân bố rộng khắp và có 13 loài.

## Các loài
- C. amazonicum
- C. chrysophorum
- C. foetens
- C. galerinoides
- C. heimii
- C. krambrukum
- C. luteo-olivaceum
- C. marginatum
- C. olivascens
- C. palmarum
- C. pinicola
- C. purpureomarginatum
- C. terrigenum
- C. xerampelinum